# Paralelo 31 norte

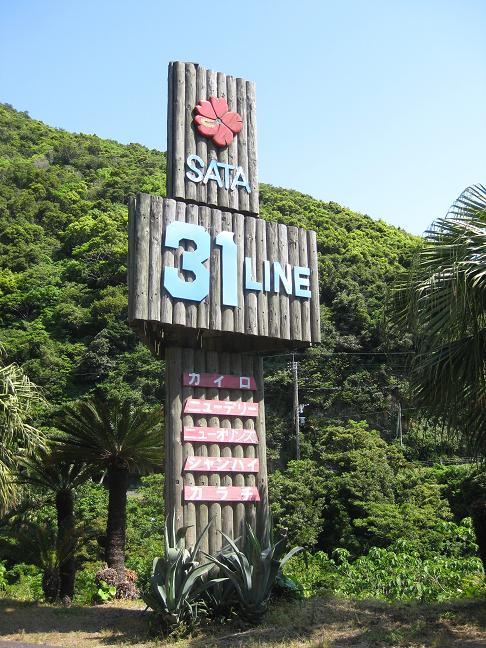
Señal que marca el paralelo 31 norte en Cabo Sata, Japón

En Estados Unidos, el paralelo 31 define parte de la frontera entre Mississippi y Luisiana, y parte de la frontera entre Alabama y Florida.

El paralelo 31 norte es un paralelo situado a 31 grados al norte del ecuador terrestre. Atraviesa África, Asia, el Océano Pacífico, América del Norte y el Océano Atlántico. En esta latitud el sol es visible durante 14 horas, 10 minutos durante el solsticio de verano y 10 horas, 8 minutos durante el solsticio de invierno.
Este paralelo sirve también para establecer parte de la frontera entre Irán e Irak.
En los Estados Unidos, este paralelo sirve para definir parte de las fronteras entre los estados de Misisipi y Luisiana, y la mayor parte de la frontera entre Alabama y Florida. Andrew Ellicott exploró este paralelo en 1797, el cual había sido definido dos años antes en el Tratado de Pinckney la frontera entre los Estados Unidos y el entonces territorio español de Florida Occidental.

## Alrededor del mundo
Partiendo del meridiano cero y en dirección este, el paralelo 31° norte pasa por:
| Coordenadas                        | País, territorio o mar   | Notas |
| ---------------------------------- | ------------------------ | --- |
| 31°0′N 0°0′E / 31.000, 0.000       | Argelia                  | |
| 31°0′N 9°22′E / 31.000, 9.367      | Túnez                    | |
| 31°0′N 10°17′E / 31.000, 10.283    | Libia                    | |
| 31°0′N 17°33′E / 31.000, 17.550    | Mar Mediterráneo         | Golfo de Sidra |
| 31°0′N 20°8′E / 31.000, 20.133     | Libia                    | |
| 31°0′N 24°56′E / 31.000, 24.933    | Egipto                   | |
| 31°0′N 28°43′E / 31.000, 28.717    | Mar Mediterráneo         | |
| 31°0′N 29°35′E / 31.000, 29.583    | Egipto                   | |
| 31°0′N 34°21′E / 31.000, 34.350    | Israel                   | Cruzando justo al norte de Yeruham |
| 31°0′N 35°24′E / 31.000, 35.400    | Jordania                 | |
| 31°0′N 37°30′E / 31.000, 37.500    | Arabia Saudita           | Cruzando Arar |
| 31°0′N 42°14′E / 31.000, 42.233    | Irak                     | Cruzando Nasiriyah |
| 31°0′N 47°42′E / 31.000, 47.700    | Frontera Irán / Irak     | |
| 31°0′N 48°1′E / 31.000, 48.017     | Irán                     | |
| 31°0′N 61°50′E / 31.000, 61.833    | Afganistán               | |
| 31°0′N 66°35′E / 31.000, 66.583    | Pakistán                 | Balochistán Punyab |
| 31°0′N 74°33′E / 31.000, 74.550    | India                    | Punyab Himachal Pradesh Uttarakhand |
| 31°0′N 79°32′E / 31.000, 79.533    | China                    | Tibet Sichuan Chongqing Hubei Anhui Zhejiang Jiangsu Zhejiang - durante cerca de 5 kilómetros (3,1 mi) Jiangsu - durante cerca de 5 kilómetros (3,1 mi) Zhejiang - durante cerca de 11 kilómetros (6,8 mi) Shanghai |
| 31°0′N 121°53′E / 31.000, 121.883  | Mar de la China Oriental | |
| 31°0′N 130°39′E / 31.000, 130.650  | Japón                    | Cabo Sata, el punto más meridional de la Isla de Kyūshū |
| 31°0′N 130°41′E / 31.000, 130.683  | Océano Pacífico          | |
| 31°0′N 116°20′O / 31.000, -116.333 | México                   | Baja California |
| 31°0′N 114°50′O / 31.000, -114.833 | Golfo de California      | |
| 31°0′N 113°6′O / 31.000, -113.100  | México                   | Sonora Chihuahua |
| 31°0′N 105°33′O / 31.000, -105.550 | Estados Unidos           | Texas Luisiana Frontera Misisipi / Luisiana Misisipi Alabama Frontera Alabama / Florida Georgia |
| 31°0′N 81°28′O / 31.000, -81.467   | Océano Atlántico         | |
| 31°0′N 9°49′O / 31.000, -9.817     | Marruecos                | |
| 31°0′N 3°33′O / 31.000, -3.550     | Argelia                  | |